# Jujuy (subte de Buenos Aires)
Jujuy es una estación de la línea E de la red de subterráneos de la Ciudad de Buenos Aires. Se encuentra ubicada debajo de la intersección las avenidas San Juan y Jujuy, en el barrio de San Cristóbal. La estación fue construida por la compañía española CHADOPyF e inaugurada el 20 de junio de 1944 como parte del trayecto original de la línea E. Tiene combinación con la estación Humberto I de la línea H. En 1997 fue declarada monumento histórico nacional.

## Decoración

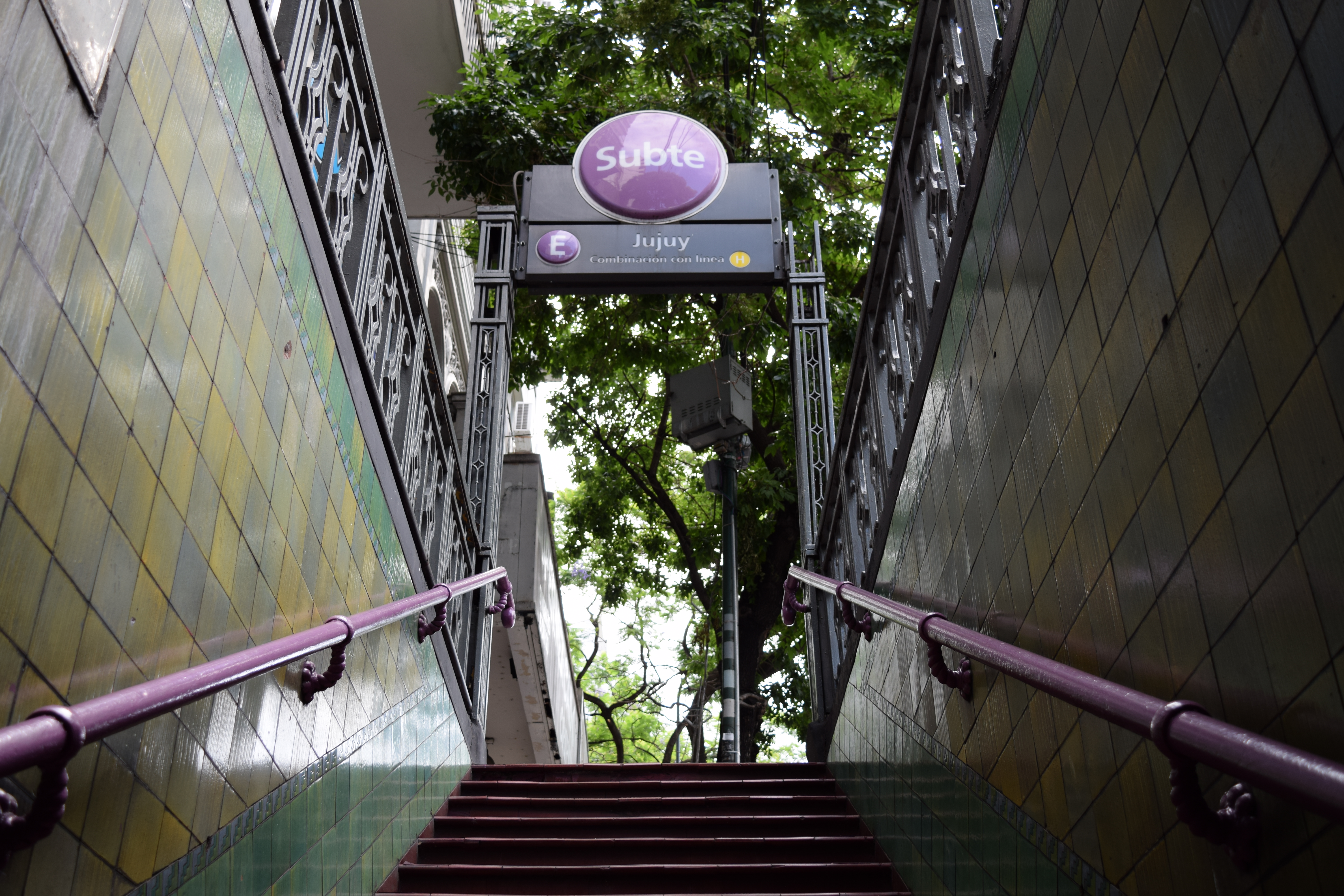
Acceso

Como es característico de las estaciones ubicadas en la sección original de la línea E que unía las estaciones Constitución y General Urquiza, abierta en 1944, Jujuy posee un par de murales temáticos ubicados en sus andenes, instalados por su constructora, la CHADOPyF. En este caso fueron basados en bocetos de 1939 de Alejandro Sirio y realizados por Cattaneo y Compañía, y homenajean la historia y las actividades productivas clásicas de la provincia homónima. El que se encuentra en el andén con dirección a Plaza de los Virreyes fue titulado Los gauchos norteños, y el que se colocó en el andén con dirección a Bolívar muestra sus riquezas naturales.
En 2015 la estación se intervino con diseños sobre el Noroeste Argentino del artista Juan Danna.

## Hitos urbanos
Se encuentran en las cercanías de esta:
- Autopista 25 de Mayo
- Centro Okinawense en la Argentina
- Escuela Primaria Común N.º 17 Luis Jose Chorroarin
- Escuela Técnica N.º 11 Manuel Belgrano
- Escuela Primaria Común N.º 10 Francisco de Gurruchaga
- Centro de Atención Primaria (CeSAC) N°45
- Comisaría N.° 20 de la Policía Federal Argentina